# Rosalvo Cordeiro de Lima
Rosalvo Cordeiro de Lima (ur. 25 stycznia 1962 w União dos Palmares) – brazylijski duchowny rzymskokatolicki, biskup pomocniczy Fortalezy w latach 2011–2020, biskup diecezjalny Itapipoca od 2020.

## Życiorys
Rosalvo Cordeiro de Lima urodził się 25 stycznia 1962 w União dos Palmares w stanie Alagoas. 
Studiował filozofię w seminarium Sagrado Coração de Jesus w Mogi das Cruzes oraz teologię na Wydziale Teologicznym Matki Bożej Wniebowzięcia w São Paulo (1986–1992). Święcenia prezbiteratu przyjął 1 listopada 1992 w Arujá.
Po święceniach pełnił następujące funkcję: 1992–1993: wikariusz parafii Jezusa Chrystusa Odkupiciela w Itaquaquecetuba; 1994–1997: administrator parafii Jezusa Chrystusa Odkupiciela w Itaquaquecetuba; 1994–2000: koordynator diecezjalny ds. powołań; 1997–2004: proboszcz parafii w São José; 2004–2011: proboszcz parafii w Salesópolis; 2000–2011: kierownik duchowy ds. kleryków.
2 lutego 2011 papież Benedykt XVI prekonizował go biskupem pomocniczym archidiecezji Fortalezy ze stolicą tytularną Castellum Tatroportus. Święcenia biskupie otrzymał 25 marca 2011 na placu przed Klubem Morski Mogiano w Mogi das Cruzes. Udzielił mu ich José Antônio Aparecido Tosi Marques, arcybiskup metropolita  Fortalezy, w asyście Paulo Antonino Mascarenhas Roxo, emerytowanego biskupa Mogi das Cruzes i Emílio Pignoli, emerytowanego biskupa Campo Limpo.
7 października 2020 papież Franciszek mianował go biskupem diecezjalnym Itapipoca. Ingres do katedry Matki Bożej Miłosierdzia, w trakcie którego kanonicznie objął urząd, odbył 5 grudnia 2020.